# سیارک ۵۰۶۱
سیارک ۵۰۶۱ (به انگلیسی: 5061 McIntosh، نامگذاری:1988DJ) پنج هزار و شصت و یکمین سیارک کشف شده‌است که در ۲۲ فوریه ۱۹۸۸ کشف شد.